# 卡勒·安蒂拉
卡勒·安蒂拉（芬蘭語：Kalle Anttila，1887年8月30日—1975年1月1日），芬兰前男子摔跤运动员。他曾代表芬兰参加1920年和1924年夏季奥林匹克运动会摔跤比赛，共获得二枚金牌。